# Fulful ibne Cazar
Fulful ibne Cazar (Fulful ibn Khazar) foi um nobre magraua do século X, membro do clã Banu Cazar.

## Vida
Fulful era filho de Cazar e bisneto do fundador epônimo dos Banu Cazar. Tinha ao menos três irmãos: Maomé, Abedalá e Mabade. Aparece na década de 940, quando opta por manter-se leal ao Califado Fatímida enquanto seus irmãos Maomé e Abedalá fizeram campanha contra o Estado da Ifríquia e Mabade aliou-se aos carijitas nucaritas de Abu Iázide. Seu destino não foi registrado nas fontes. Seu filho Cazerune conquistaria Sijilmassa em 976/977.